# 能滩吊桥
能滩吊桥是位於中国湖南省湘西土家族苗族自治州泸溪县洗溪镇能滩村的一座悬索桥，东西横跨武水支流能溪河，于1937年3月开工修建，为当时湘川公路的三大天险之一，1938年5月建成通车，是中国公路史上第一座现代悬索桥 。1970年能滩大桥建成通车后，吊桥停止使用 。2011年1月24日，“能滩吊桥”被正式登录为“湖南省文物保护单位”。

## 设计与施工
吊桥跨径80米，桥面至河面落差17.4米，桥面总宽4.5米，净宽4.1米，每次只允许一辆汽车通过，时速限制5公里，载重限制10吨 。
桥台为石砌，桥塔采用空心圆柱式铸钢结构，高9米。悬索为链条式，由65节铸钢眼杆构成，悬链长82.08米，横向间距5米，锚锭以槽钢构成框架，用混凝土埋置于两岸石壁锚洞之中，锚洞口装有铁门，以保证安全；锚锭杆与链条的联接采用一种特殊形状的锚锭链条，松动螺帽可以调整链条弧线。原设计采用钢桥面，因转运困难，而改用木桥面。吊杆每边32根，桥面每侧以4根钢圆条作为风缆将桥面拉紧，以防止其水平摆动 。
吊桥悬链和桥塔所用材料均利用废旧汽车钢架，由湖南机械厂铸造，采用电炉铸钢，每炉铸钢均取样，由湖南大学工场试验合格后方予采用。吊杆、栏杆、锚锭及螺栓等所用钢材由国外引进。施工中为了安装重达3万多公斤的链条，在缺乏吊装机械的情况下，利用钢丝索架设了一座弧形便桥，高度基本上与链条弧度一致，上铺木板，然后用人力将眼杆一根一根扛上去，先下游后上游，由两端向中心方向逐节拼装，在中央合龙。桥塔的安装使用一部手摇绞车，在桥塔混凝土支座浇筑就绪后，再吊装塔帽，最后安装两柱之间的联接横梁 。
桥塔横梁采用中国传统牌坊造型，中部自上向下铸有桥名，左右两边则铸有建造吊桥的记录文字（行款均为右起左行），如下所示：
| 輛一車噸十為度限重載面橋 造承廠械機南湖 年七三九一曆公 | 能 灘 吊 橋 | 輛一車噸五十為度限重載練鋼 建處程工路公川湘 . |

## 历史
1936年湘川公路竣工时，仅在能溪河上搭建了木便桥临时通车，两端接线因地势限制，坡度达22％，行车极不安全。木桥一遇暴雨，即被冲毁而中断交通；而能溪河两岸地势陡峻，河谷深达20多米，水流湍急，不宜修建多孔小跨径桥梁 。1937年3月，湘川公路能滩吊桥工程处成立，由湖南公路局局长周凤九任总工程师主持设计，欧阳缄任总指挥负责施工，历时14个月，于1938年5月建成通车 ，耗资69,000银元 。
抗日战争时期，侵华日军为了切断这条连接西南大后方与抗日前线的重要补给线，曾多次出动飞机轰炸吊桥，但由于地形隐蔽，空中不易发现目标，吊桥得以幸存 。
第二次国共内战时期，湖南爆发了震惊中国的“湘西事变”，1949年，守卫吊桥的苗族地方武装县自卫总队符胜虎中队，挫败了李祥云匪部的多次袭击，使吊桥得以完好无损。同年，西南战役打响，11月下旬，刘伯承、邓小平率领的中国人民解放军第二野战军从能滩吊桥经过，由于吊桥未被破坏，使部队得以畅通无阻，刘伯承、邓小平对长期守卫吊桥的县大队官兵表示了赞赏，并指示当地官员：应将县大队官兵视为一支“人民自卫队”，不能歧视，要给予政治上的关心和物质上的照顾 。此后，桥头设有护桥武装一个班负责守卫吊桥并控制车辆通行 。1950年，中国人民解放军第47军也通过吊桥进入湘西剿匪 。
1954年因“川粮外运”，车流量大增，常有载重超过8吨的货车通过吊桥，致使吊桥加劲桁构出现变形开裂现象，经整修尚能保持平衡。1958年9月以后运量激增，常有总重14.3吨的拖挂车通过，加劲桁构栏杆变形开裂断脱现象愈发严重。1959年按载重14.3吨标准更换加劲桁构栏杆，并恢复正常通车。1965年拆除角钢栏杆，改装加劲桁构，并将木横梁改为钢横梁 。1969年，在吊桥下游75米处开始修建一座跨径70米的空腹式石拱桥——能滩大桥以取代吊桥，1970年1月，大桥建成通车，吊桥停止使用，并将钢结构完整保留下来，由驻扎桥头的养路工班看守，每两年保养一次 。
2013年，泸溪县对能滩吊桥实施了整体刷漆修复工程，修缮后的桥身呈通体银灰色。同时，泸溪县公路管理局建立了吊桥文化宣传牌 。